# Hymn Stanów Zjednoczonych Ameryki
The Star-Spangled Banner (z ang. „Gwiaździsty Sztandar”) – hymn państwowy Stanów Zjednoczonych. Tekst do melodii Johna Stafforda Smitha z 1780 roku napisał Francis Scott Key.
Oficjalnym hymnem w XIX wieku był hymn brytyjski God Save the Queen, jednak z tekstem My Country, ’Tis of Thee. Pieśń The Star-Spangled Banner jako oficjalny hymn państwowy została zatwierdzona przez Kongres Stanów Zjednoczonych 3 marca 1931 roku. Powstała prawie sto dwadzieścia lat wcześniej, w 1814 roku, w czasie bombardowania przez Anglików Fortu McHenry w Baltimore, w końcowym okresie wojny brytyjsko-amerykańskiej (Anglicy użyli między innymi rakiet).
Mediator strony amerykańskiej, prawnik Francis Scott Key, został zatrzymany podczas próby negocjacji na okręcie angielskim HMS Minden, skąd ostatecznie obserwował ostrzał Baltimore. Na skrawku papieru zapisał fragment tekstu: Oh, say, can you see.... Ostatecznie Anglicy wycofali się, a baltimorczycy, świętujący zwycięstwo, zaczęli śpiewać wiersz Keya do znanej melodii Smitha To Anacreon In Heaven, pochodzącej z Wysp Brytyjskich i dedykowanej tamtejszemu Londyńskiemu Towarzystwu Anakreona.

## Tekst

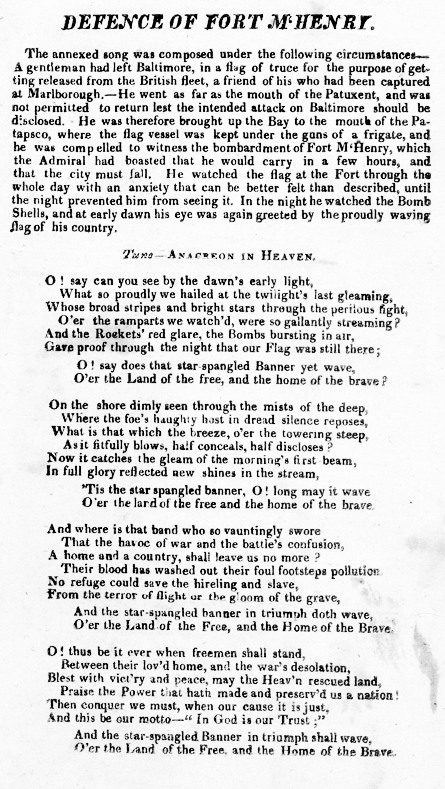
Kopia The Star-Spangled Banner z 15 września 1814 roku

| The Star-Spangled Banner Oh, say can you see, by the dawn's early light, What so proudly we hailed at the twilight's last gleaming? Whose broad stripes and bright stars, through the perilous fight, O'er the ramparts we watched, were so gallantly streaming? And the rockets' red glare, the bombs bursting in air, Gave proof through the night that our flag was still there. Chorus: O say, does that star-spangled banner yet wave O'er the land of the free and the home of the brave? On the shore, dimly seen through the mists of the deep, Where the foe's haughty host in dread silence reposes, What is that which the breeze, o'er the towering steep, As it fitfully blows, now conceals, now discloses? Now it catches the gleam of the morning's first beam, In full glory reflected now shines on the stream: Chorus: 'Tis the star-spangled banner! O long may it wave O'er the land of the free and the home of the brave. And where is that band who so vauntingly swore That the havoc of war and the battle's confusion A home and a country should leave us no more? Their blood has wiped out their foul footstep's pollution. No refuge could save the hireling and slave From the terror of flight, or the gloom of the grave: Chorus: And the star-spangled banner in triumph doth wave O'er the land of the free and the home of the brave. Oh! thus be it ever, when freemen shall stand Between their loved home and the war's desolation! Blest with victory and peace, may the heaven-rescued land Praise the Power that hath made and preserved us a nation. Then conquer we must, when our cause it is just, And this be our motto: "In God is our trust." Chorus: And the star-spangled banner in triumph shall wave O'er the land of the free and the home of the brave! | Gwiaździsty sztandar O, powiedz, czy widzisz, w pierwszym świetle świtu, Cośmy tak dumnie sławili w ostatnim blasku zmierzchu? Na czyje to pasy i błyszczące gwiazdy w szaleńczej walce Ponad szańcami spoglądaliśmy, jak dumnie łopotały? Oślepiająca czerwień rakiet, bomby rozdzierające powietrze Dowodziły przez całą noc, że nasz sztandar ciągle tam trwa. Refren: O, powiedz, czy jeszcze gwiaździsty sztandar powiewa Ponad krajem wolnych, ojczyzną dzielnych ludzi? Na brzegu, blado się przebija przez mgieł głębiny, Gdzie wroga wyniosły fort w złowrogiej ciszy tkwi, Cóż to jest, co lekka bryza, ponad stromym zboczem Przelotnie w porywach, to odkrywa, to zakrywa? Właśnie pochwycił blask pierwszych promieni poranka I w pełni chwały rozświetlony świeci w powodzi światła. Refren: To gwiaździsty sztandar! O niechaj długo powiewa Ponad krajem wolnych, ojczyzną dzielnych ludzi. A gdzież jest ta zgraja, co przechwalając się poprzysięgała Że wojenne spustoszenie i zamęt bitewnych pól Tej ziemi, tego kraju nigdy już nie nas opuszczą? Ich krew zmazała już z ziemi ślady ich brudnych stóp. Żadne schronienie nie zdoła uratować najemników, niewolników Przed okrutnościami ucieczki i ciemnością grobów. Refren: A gwiaździsty sztandar tryumfalnie powiewa Ponad krajem wolnych, ojczyzną dzielnych ludzi. O niech tak zawsze będzie, gdy przyjdzie wolnym stanąć Między ukochaną ojczyzną a spustoszeniem wojny! Błogosławiony zwycięstwem i pokojem, przez niebiosa uratowany kraj Niechaj sławi moc, która stworzyła i uchowała nas jako naród. Wtedy będziemy musieć walczyć, bo nasza sprawa słuszna A to niech będzie nasze motto: "W Bogu pokładamy ufność". Refren: I gwiaździsty sztandar niech tryumfalnie powiewa Ponad krajem wolnych, ojczyzną dzielnych ludzi! |

## Posłuchaj
- W przypadku problemów z odtwarzaniem zobacz instrukcję obsługi